# Схема маршрутів громадського транспорту
Маршрутна схема, або схема маршрутів громадського транспорту (англ. transit map) — це топологічна карта у формі схематичної діаграми, яка використовується для ілюстрації маршрутів і станцій у системі громадського транспорту (автобус, тролейбус, трамвай, метро, приміська залізниця тощо). Основними компонентами є кольорові лінії для позначення кожного маршруту та іменовані піктограми для позначення станцій або зупинок.
Схеми маршрутів громадського транспорту можуть розміщуватися всередині транспортних засобів, на зупинках громадського транспорту або в друкованих розкладах. Їхня основна функція полягає в тому, щоби допомогти користувачам ефективно використовувати систему громадського транспорту, зокрема розуміти, на яких станціях можна здійснити пересадку. На відміну від звичайних карт, транспортні карти зазвичай не є географічно точними — натомість вони використовують прямі лінії та фіксовані кути та часто ілюструють фіксовану відстань між станціями, стискаючи ті, що розташовані у зовнішній зоні системи, і розширюючи ті, що розташовані поблизу центру.

## Історія
Спочатку схеми маршрутів були загалом географічно точними, але абстрактні карти маршрутів окремих ліній (зазвичай відображені у вагонах) можна простежити ще в 1908 році (Лінія Дистрикт у Лондоні), і також є приклади залізничної картографії з Європи та Америки ще в 1890-х роках, де географічні об'єкти були видалені, а маршрути ліній штучно вирівняні. Але саме Джордж Доу з Лондонської та Північно-Східної залізниці був першим, хто започаткував схематичне зображення цілої мережі залізничного транспорту (у 1929 році). Історики цієї теми вважають його роботу частиною натхнення для Гаррі Бека, коли він запустив свою культову карту лондонського метро в 1933 році.
Після цієї піонерської роботи багато транспортних органів у всьому світі почали використовувати цей досвід для своїх мереж, а деякі продовжували також публікувати гібридні версії, які були географічно точними.
Ранні карти берлінського U-Bahn, Berlin S-Bahn, Boston T, Paris Métro та New York City Subway також демонстрували деякі елементи діаграмної форми.
Нова карта метро Мадрида (2007), розроблена агентством RaRo, розвинула ідею простої діаграми на один крок далі, ставши однією з перших, створених для великої мережі, яка повністю видалила діагональні лінії; він утворений лише горизонтальними та вертикальними лініями лише під прямим кутом одна до одної. Після багатьох скарг на його недоліки компанія повернулася до попередньої карти в 2013 році.
Карти громадського транспорту зараз все частіше оцифровуються і їх можна переглядати в багатьох формах онлайн.

## Елементи

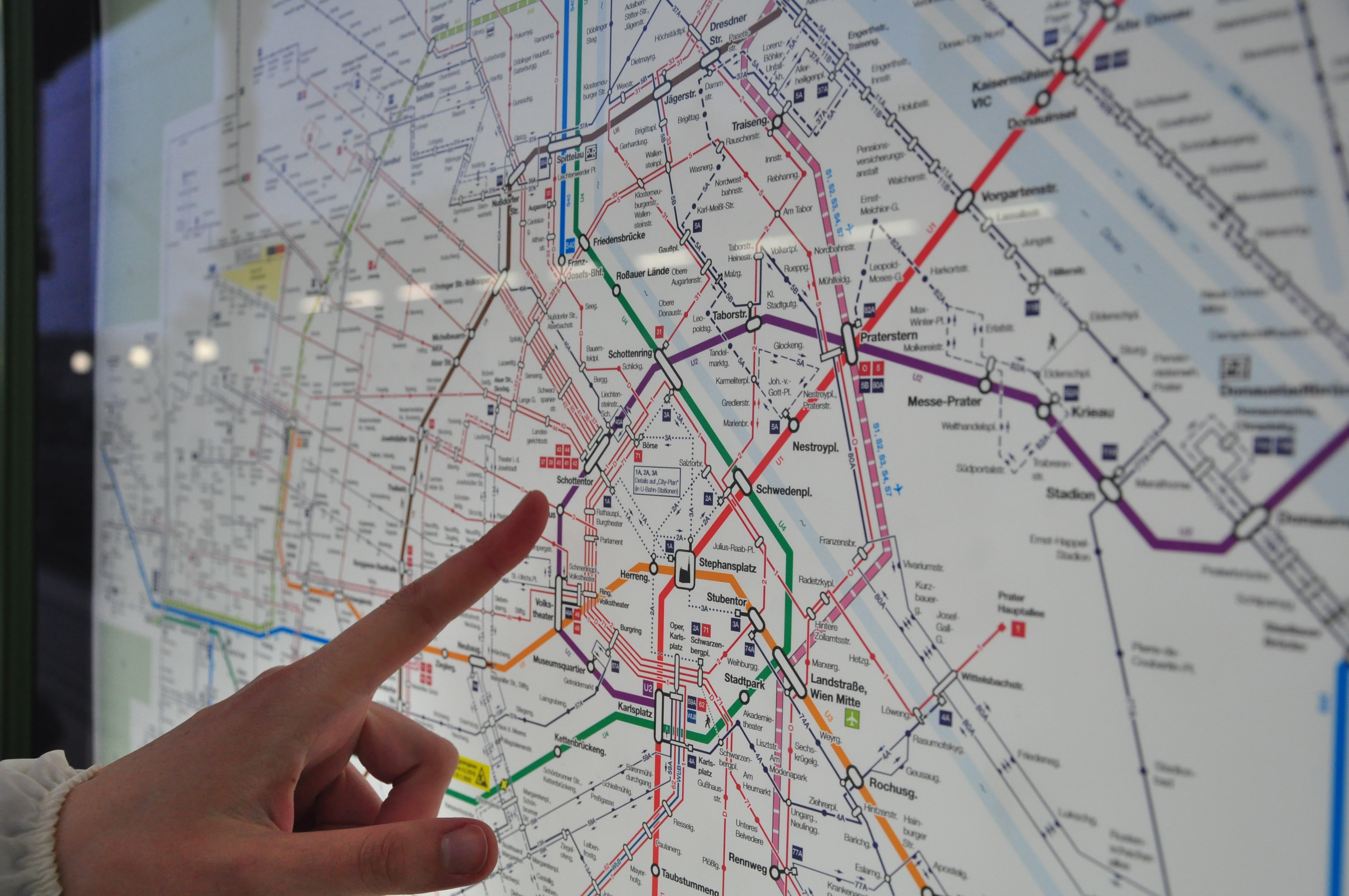
Схема маршрутів громадського транспорту Відня

Основна мета маршрутної схеми — допомогти пасажирам, особливо тим, хто не знайомий із системою, вибрати правильний маршрут для подорожі між двома пунктами. Це може включати необхідність змінити транспортний засіб або вид транспорту під час поїздки. На карті використовуються символи для ілюстрації ліній, станцій і пунктів пересадки, а також система географічної ідентифікації. У той же час карта повинна залишатися простою для огляду та доступною для використання тими, хто не знайомий з географією місцевості.
Станції позначені символами, які розривають лінію, разом із їхніми назвами, тому їх можна згадувати на інших картах чи маршрутах подорожей. Подальша допомога може бути надана шляхом включення важливих туристичних пам'яток та інших місць, таких як центр міста; їх можна ідентифікувати за допомогою символів або формулювань.
Кольорове кодування дозволяє на карті легко вказувати кожен маршрут, дозволяючи користувачам швидко визначити, куди проходить кожен конкретний маршрут; якщо він не прямує до потрібного місця призначення, кольори та символи дозволяють користувачеві визначити можливу точку переходу між лініями. Такі символи, як літаки, можуть використовуватися для ілюстрації аеропортів, а символи потягів можуть використовуватися для ідентифікації станцій, які дозволяють пересадку на інші види транспорту, як-от приміські або міжміські потяги. З широким використанням зонального ціноутворення для розрахунку вартості проїзду системам, які охоплюють більше ніж одну зону, потрібна система, яка інформуватиме користувачів, у якій зоні розташована певна станція. Звичайні способи включають зміну тону кольору фону або позначення тонкої лінії вздовж меж зони.
Багато транспортних органів публікують численні карти своїх систем; це можна зробити, виділивши один вид транспорту, наприклад, лише швидкісний транспорт чи лише автобус, на одній карті, або натомість інші органи влади опублікують карти, які охоплюють лише обмежену територію, але з більшою детальністю. Інша модифікація полягає у створенні географічно точних карт системи, щоб користувачі могли краще розуміти маршрути. Навіть якщо офіційні точні географічні карти недоступні, їх часто можна отримати з неофіційних джерел.

## Використання в Україні

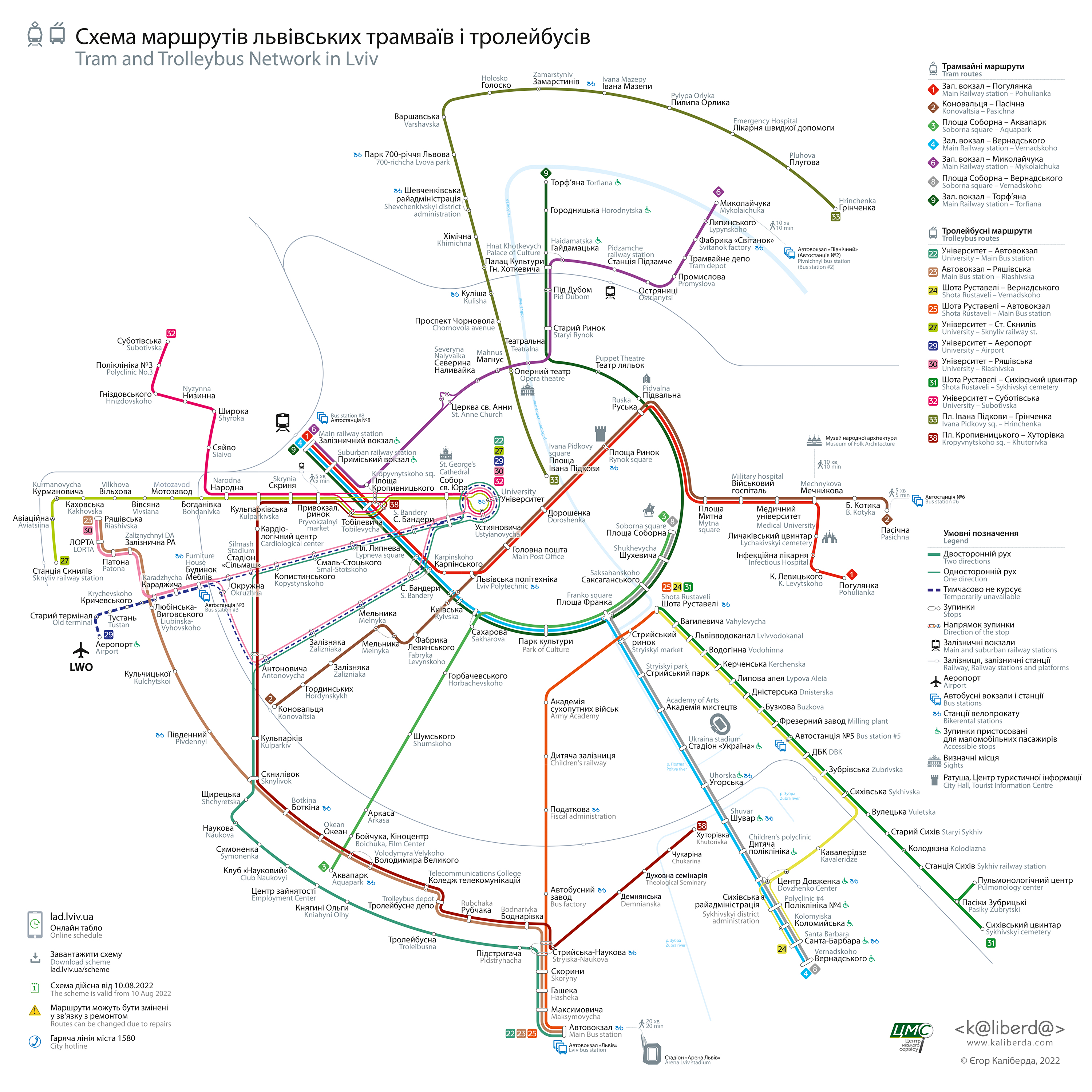
Схема маршрутів львівського електротранспорту, розроблена дизайнером Єгором Калібердою, версія станом на 2022 рік

У київському метрополітені використовується маршрутна схема, розроблена громадською організацією Агенти змін у 2014 році.
У Львові офіційно використовується схема маршрутів електротранспорту, розроблена у 2018 році дизайнером Єгором Калібердою.

## Вплив на культуру
З'являється все більше книг, веб-сайтів і творів мистецтва на тему проектування та використання карт міської залізниці та метро. Наразі існують сотні прикладів діаграм у стилі карт міської залізниці чи метро, які використовуються для представлення всього: від інших транспортних мереж, як-от автобусів і національних залізниць, до каналізаційних систем і барів Дербіширу.
Однією з найвідоміших адаптацій карти міської залізниці стала літографія Саймона Паттерсона «Великий Ведмідь». Вперше показаний у 1992 році та номінований на премію Тернера, «Великий ведмідь» замінює назви станцій на карті лондонського метро на назви дослідників, святих, кінозірок, філософів і коміків. Інші художники, як-от Скотт Розенбаум і Ральф Грей, також взяли культовий стиль міської залізничної карти та створили нові художні твори, починаючи від абстрактних і закінчуючи Сонячною системою. Після успіху цих карт ідея адаптації інших міських залізниць і карт метрополітену поширилася так, що зараз майже кожне велике метро або система швидкого транзиту з картою були підроблені з різними назвами, часто анаграмами оригінальної назви станції.
Деякі карти, зокрема карти швидкого транспорту Нью-Йорка, Вашингтона, Бостона, Монреаля та Денвера, були відтворені, щоб включити назви місцевих барів, які мають хороший вибір крафтового пива.